# Henry Clothier

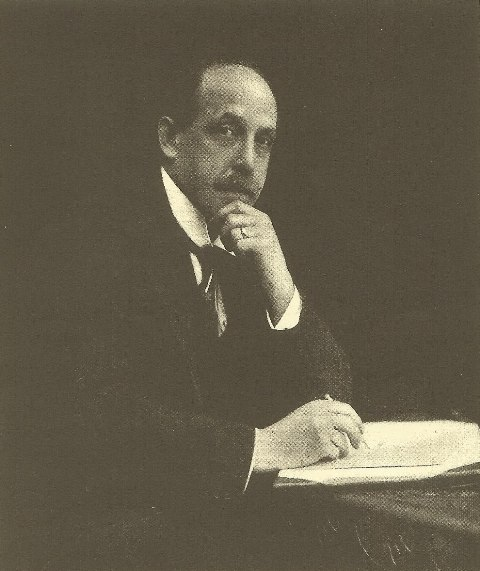
Henry William Clothier

Henry William Clothier (* 3. April 1872 in London; † 11. März 1938 in Auckland, Neuseeland) war ein englischer Starkstromingenieur und Erfinder.
Nach seiner Ausbildung bei J. & H. Gywnne Ltd. in Hammersmith ging er 1894 zur Ferranti Ltd., wo er mit der Entwicklung von Schaltanlagen betraut war. Nachdem zu Weihnachten 1903 in einer Schaltanlage der Temple Back Station in Bristol ein Feuer ausgebrochen war, wurde er mit der Ursachensuche beauftragt. 
In der Folge entwickelte er metallumkleidete Schaltschränke zum Schutz vor stromführenden Leitern und erarbeitete gültige Prinzipien für die Sicherheit von Schaltanlagen.
Im Februar 1904 wechselte er – wohl infolge dieses Brandes – von Ferranti zu der kleinen Firma Walker & Hodgetts Ltd. in Salford, die aber schon im November liquidiert wurde. Anfang 1905 ging er nach Tyneside, wo er Charles Hesterman Merz und Bernard Price bei ihren Entwicklungen des Merz-Pice protective-gear unterstützte. 1906 wechselte er zur dortigen A. Reyrolle & Company.